# Electrophaes unicolorata
Electrophaes unicolorata là một loài bướm đêm trong họ Geometridae.